# HMS Orion (85)
HMS «Орайон» (85) (англ. HMS Orion (85) — військовий корабель, легкий крейсер типу «Ліндер» Королівського військово-морського флоту Великої Британії.

## Історія створення
HMS «Орайон» (85) був закладений 26 вересня 1931 на верфях кампанії Vickers-Armstrongs, Плімут та Барроу-ін-Фернесс (Велика Британія) і спущений на воду 24 листопада 1932. До складу Королівського ВМС крейсер увійшов 18 січня 1934.

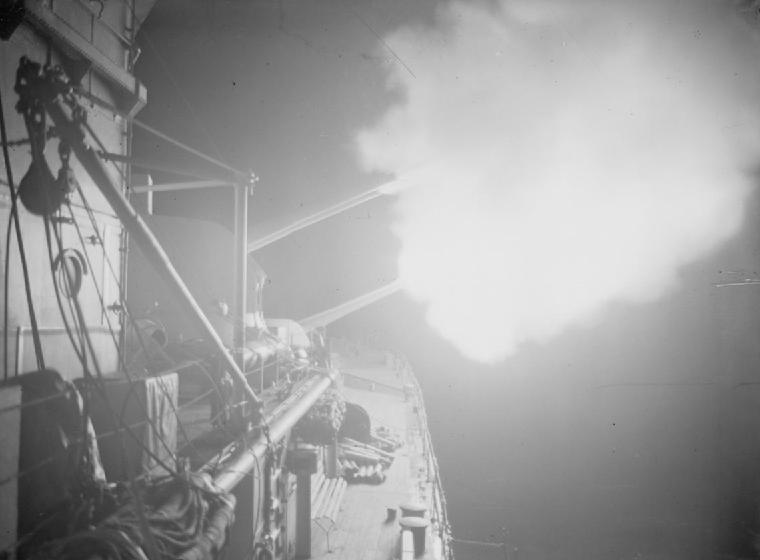
Крейсер «Орайон» веде вогонь по позиціях противника. Район річки Гарільяно. 28 грудня 1944